# Осборн (тауншип, Миннесота)
Осборн (англ. Osborne) — тауншип в округе Пайпстон, Миннесота, США. На 2000 год его население составило 324 человека.

## География
По данным Бюро переписи населения США площадь тауншипа составляет 90,4 км², из которых 90,4 км² занимает суша, водоёмов нет.

## Демография
По данным переписи населения 2000 года здесь находились 324 человека, 116 домохозяйств и 101 семья.  Плотность населения —  3,6 чел./км².  На территории тауншипа расположено 127 построек со средней плотностью 1,4 построек на один квадратный километр. Расовый состав населения: 99,38 % белых и 0,62 % приходится на две или более других рас. Испанцы или латиноамериканцы любой расы составляли 0,62 % от популяции тауншипа.
Из 116 домохозяйств в 37,9 % воспитывались дети до 18 лет, в 84,5 % проживали супружеские пары, в 0,9 % проживали незамужние женщины и в 12,9 % домохозяйств проживали несемейные люди. 12,1 % домохозяйств состояли из одного человека, при том 2,6 % из — одиноких пожилых людей старше 65 лет. Средний размер домохозяйства — 2,79, а семьи — 3,05 человека.
26,9 % населения — младше 18 лет, 7,1 % — в возрасте от 18 до 24 лет, 27,8 % — от 25 до 44, 30,2 % — от 45 до 64, и 8,0 % — старше 65 лет. Средний возраст — 39 лет. На каждые 100 женщин приходилось 118,9 мужчин.  На каждые 100 женщин старше 18 приходилось 111,6 мужчин.
Средний годовой доход домохозяйства составлял 37 083 доллара, а средний годовой доход семьи —  42 750 долларов. Средний доход мужчин —  27 250  долларов, в то время как у женщин — 17 500. Доход на душу населения составил 15 959 долларов. За чертой бедности находились 7,5 % семей и 9,6 % всего населения тауншипа, из которых 20,0 % младше 18 лет.